# Santa Ana, Tuxpan
Santa Ana är en ort i Mexiko.   Den ligger i kommunen Tuxpan och delstaten Michoacán de Ocampo, i den södra delen av landet, 140 km väster om huvudstaden Mexico City. Santa Ana ligger 1 757 meter över havet och antalet invånare är 1 331.
Terrängen runt Santa Ana är huvudsakligen kuperad, men åt nordväst är den bergig. Santa Ana ligger nere i en dal. Runt Santa Ana är det ganska tätbefolkat, med 116 invånare per kvadratkilometer. Närmaste större samhälle är Heróica Zitácuaro, 20,0 km sydost om Santa Ana. Omgivningarna runt Santa Ana är en mosaik av jordbruksmark och naturlig växtlighet.